# 小川規三郎
小川 規三郎（おがわ きさぶろう、1936年11月30日 - ）は博多織職人。重要無形文化財「献上博多織」の保持者に認定されている（いわゆる人間国宝）。
1936年、福岡県福岡市博多区に生まれ、1951年より父であり後の人間国宝・小川善三郎に師事する。2003年重要無形文化財献上博多織技術保持者に認定。
博多織の機械化、分業化が進む中で、今なお製作過程の全てに関わり、手織りで仕上げる。

## 経歴
- 1936年　福岡県福岡市に生まれる。
- 1986年  日本伝統工芸展に初入選。
- 1994年　日本伝統工芸染織展での「縞献上浮織帯」で、日本経済新聞社賞受賞。
- 1995年　博多織献上研究会による「五色献上帯」復元に参加。
- 2003年　重要無形文化財保持者（人間国宝）に認定される。
- 2006年　博多織デベロップメントカレッジ学長に就任。

## 著作
- 『献上博多織の技と心』(2010/4)---白水社刊